# Pierre Huguenet
Pour les articles homonymes, voir Huguenet.
Pierre Huguenet (vers 1639 à Saint-Germain-en-Laye - 18 janvier 1722 à Saint-Germain-en-Laye) est un violoniste et compositeur français.

## Biographie
Il sera successivement violon du cabinet du Roi en 1659, taille d'alto à la chapelle du Roi en 1661, haute contre de viole de 1678 à 1683 de la musique de la Reine.
Il est depuis 52 ans dans la musique royale lorsqu'il reçoit en 1711 une pension de 400 livres. Il figure sur la liste des vétérans en 1717. Un vétéran jouit de lettres de vétérance. En 1717, il est le musicien de cour qui perçoit la plus importante somme pour sa charge de symphoniste, soit 1 100 livres. La plus petite somme perçue est de 83 livres par an.
Pierre Huguenet possède une maison à Saint-Germain, rue des Ursulines, vis-à-vis l'hôtel de Louvois, avec écurie, cour et jardin. Installé à Versailles, rue du Bel-Air, il louera cette demeure en 1710, et pour 6 ans, moyennant 200 livres par an, à François Couperin, désireux, en raison de sa santé précaire, de s'aérer en quittant de temps à autre la rue Saint-François qu'il habitait à Paris près de Saint-Gervais.
La famille Huguenet est une famille de musiciens. 
Il est le fils de Sébastien Huguenet I, organiste.
Son frère Sébastien Huguenet est aussi violoniste et musicien de cour.
Son fils Jacques Christophe Huguenet et son petit-fils Charles-Robert Huguenet sont aussi musiciens de cour.

## Œuvres
- trois Trios à cordes, dans Suite de trios de différents auteurs recueillis par Philidor
- Menuet pour violon (ms. Bibl. de l'Arsenal M.942)
- Suite des dances pour les violons et hautbois (1712)

## Musique de Jacques Christophe Huguenet
- IMSLP Sonates pour le Violon, la Basse et le Clavecin a II et a III, Op. 1 (1713)